# Isotoma blufusata
Isotoma blufusata (лат.) — вид коллембол рода Isotoma (Desoria) из семейства изотомид (Isotomidae). Голарктика.

## Описание
Мелкие коллемболы (2—3 мм). Гигро-мезофильный вид, который населяет широколиственные и хвойные леса. Редкий или обычный. Отмечен в следующих регионах: Скандинавские страны, западная Украина, Россия (север и центр европейской части, Чукотка), Северная Америка (Аляска, Канада).